# Bille August

Bille August (Brede, 1948. november 9. –) dán filmrendező, operatőr, forgatókönyvíró.

## Élete és pályafutása
Tanulmányait a Filmművészeti Akadémián végezte el 1971-ben. Építészetet, majd fotózást és dokumentumfilm-rendezést is tanult, később operatőr lett. 1978-ban készítette el első filmjét, a Mézesheteket. Ezután számos televíziós munkában dolgozott, mint például az 1983-as Zappa és az 1985-ös Hit, remény és szerelem című filmek. A nemzetközi sikert az 1988-as év hozta meg számára: a Hódító Pelle ekkor nyert Cannes-ban Aranypálmát, és a legjobb külföldi filmnek járó Oscart is kiérdemelte. A XIX. századi svéd emigránsokról szóló nagyszerű történet még Ingmar Bergmant is lenyűgözte, aki ezek után felkérte Augustot, hogy rendezze meg Legjobb szándékok című forgatókönyvét. 1992-ben ismét egy kis kitérőt tett a tévé világába: George Lucas nagy sikerű Ifjú Indiana Jones sorozatának két epizódját vezényelte le, amiért Emmy-díjas jelölést kapott. Munkásságának következő jelentős állomása az amerikai sztárokkal telezsúfolt családtörténet, a Kísértetház volt 1990-ben. A Jeruzsálem (1995), A hó hatalma (1996) és a Nyomorultak (1998) után 2001-ben a Dal Martinért című filmmel visszatért hazájába.

## Magánélete
1991-1997 között Pernilla August svéd színésznő volt a felesége, akitől két gyermeke született.

## Filmográfia

### Film
Filmrendező és forgatókönyvíró
| Év   | Magyar cím                         | Eredeti cím                     | Feladatkör | Feladatkör |
| Év   | Magyar cím                         | Eredeti cím                     | Rendező    | Író        |
| ---- | ---------------------------------- | ------------------------------- | ---------- | ---------- |
| 1978 |                                    | Honning måne                    | Igen       | Igen       |
| 1983 | Zappa                              | Zappa                           | Igen       | Igen       |
| 1984 | Buster világa                      | Busters verden                  | Igen       | Nem        |
| 1984 | Hit, remény és szerelem            | Tro, håb og kærlighed           | Igen       | Igen       |
| 1987 | Hódító Pelle                       | Pelle erobreren                 | Igen       | Igen       |
| 1992 | Legjobb szándékok                  | Den goda viljan                 | Igen       | Nem        |
| 1993 | A kísértetház                      | The House of the Spirits        | Igen       | Igen       |
| 1996 | Jeruzsálem                         | Jerusalem                       | Igen       | Igen       |
| 1997 | A hó hatalma                       | Smilla's Sense of Snow          | Igen       | Nem        |
| 1998 | A nyomorultak                      | Les Misérables                  | Igen       | Nem        |
| 2001 | Dal Martinért                      | En sång för Martin              | Igen       | Igen       |
| 2004 |                                    | Return to Sender                | Igen       | Nem        |
| 2007 | Goodbye Bafana                     | Goodbye Bafana                  | Igen       | Igen       |
| 2007 |                                    | Chacun son cinéma               | Igen       | Nem        |
| 2012 |                                    | Marie Krøyer                    | Igen       | Nem        |
| 2013 | Éjféli gyors Lisszabonba           | Night Train to Lisbon           | Igen       | Nem        |
| 2014 | Csendes szív                       | Stille hjerte                   | Igen       | Nem        |
| 2017 |                                    | Feng huo fang fei               | Igen       | Nem        |
| 2017 | 55 lépés                           | 55 Steps                        | Igen       | Nem        |
| 2018 | Egy szerencsés férfi               | Lykke-Per                       | Igen       | Igen       |
| 2021 |                                    | Pagten                          | Igen       | Nem        |
| 2023 | Ehrengard – Egy csábítás története | Ehrengard: The Art of Seduction | Igen       | Nem        |

Operatőr
| Év   | Cím                             | Megjegyzések   |
| ---- | ------------------------------- | -------------- |
| 1977 | Christiania                     | dokumentumfilm |
| 1977 | Hemåt i natten                  | Jon Lindström  |
| 1978 | Män kan inte våldtas            |                |
| 1980 | Love                            |                |
| 1980 | Mördare! Mördare!               |                |
| 1980 | Tomas: A Child You Cannot Reach | dokumentumfilm |
| 1981 | Gräset sjunger                  |                |
| 1982 | Sova räv                        |                |

### Televízió
- Az ifjú Indiana Jones kalandjai (1993)
- Az ifjú Indiana Jones: Az ártatlanság meséi (2000)

## Díjai
- Bodil-díj (1979, 1988)
- Robert-díj (1985, 1988, 1994)
- A cannes-i fesztivál Arany Pálma-díja (1988, 1992)
- Oscar-díj a legjobb idegen nyelvű filmnek (1988) Hódító Pelle
- Amanda-díj (1993)
- havannai Koral-díj (1994) Kísértetház
- berlini Békedíj (2007)